# Sant'Eusanio Forconese
Sant'Eusanio Forconese es una  localidad italiana de la provincia de L'Aquila, región de Abruzos de 406 habitantes.

## Evolución demográfica
| Gráfica de evolución demográfica de Sant'Eusanio Forconese entre 1861 y 2001 |
|                                                                              |
| Fuente ISTAT - elaboración gráfica por Wikipedia                             |